# Osumilita
L'osumilita és un mineral de la classe dels ciclosilicats, i dins d'aquest pertany al anomenat “grup de l'osumilita o milarita”. Fou descoberta l'any 1953 a l'antiga província d'Osumi, de la prefectura de Kagoshima, a l'illa de Kyūshū (Japó), essent nomenada així per aquesta localització.
Un sinònim poc acceptat és osumilita-(Fe).

## Característiques químiques
És un alumini-ciclosilicat de potassi i ferro, amb anells dobles de 6 tetraedres de sílice en la seva estructura molecular. Pertany al grup de l'osumilita, de ciclosilicats complexes.
A més a més dels elements de la seva fórmula, sòl portar com impureses: magnesi, sodi, titani, manganès, bari i potassi de més.

## Formació i jaciments
Es troba en roques volcàniques de tipus àcid. Omple cavitats en riolita o dacita, així com en roques metamòrfiques de metamorfisme de contacte d'alto grau i en xenòlits.
Sol trobar-se associat a altres minerals com: tridimita, cristobalita, quars, oligoclasa, feldespat potàssic, faialita, hiperstena, biotita, magnetita o zircó.